# Nácz József
Nácz József, Nátz (Lébény, 1846. június 16. – Vértessomló, 1927. november 28.) plébános, műemlékvédő.

## Pályafutása
Édesapja Nátz János lébényi gazdálkodó volt. Győrött végezte a középiskolát, majd ugyanitt hallgatta a teológiát. 1872. november 15-én szentelték pappá, s ezután Kismartonban volt segédlelkész. 1873-tól Fertőfehéregyházán és Kisboldogasszonyban, 1874-ben Nagyhöflányban szolgált. 1874-ben Rajkán káplán volt, 1876-ban Rajkán és Németújfaluban helyettes plébános, 1877-ben Récán, majd 1878 és 1927 között Vértessomlón működött mint plébános egészen haláláig. Lelkesen kutatta és felmérte a Vértes környékén fellelhető műemlékeket, számos publikációt és rajzot bocsátott közre róluk. A Műemlékek Országos Bizottságának egyház által kinevezett tagja volt.

## Újságírói munkássága
A napi kérdésekről írt cikkeket a hírlapokba és folyóiratokba, így Horácz és Klopstock, Lébeny, Talmud c.; aforizmákat a házasságról; tárcákat a Magyar Államba; a Sopronba (Emlékezzünk régiekről, Nihil novi sub sole, Fertő, Vajhi Ór, Mi az ember?); a Győri Közlönybe (Óda és hymnus-költőink, jutalmazott pályamű); a Győri Naplóba (történelmi cikkek); a Győri Közlönybe, a Tata-Tóvárosi Hiradóba, a pozsonyi Rechtbe (Der Liberalismus); írt még a Komáromi Lapokba, a Salzburger Kirchenblattba és a Vaterlandba számos levelet és cikket; a Szűz Mária Virágos Kertjében (Zsömlye kegyhelyéről és kegyképéről).
Írásait időrendben a következő lapok közölték: Magyar Korona (1877), Magyar Állam (1879-86), Sopron (1877-1902), Tata-Tóvárosi Híradó (1881), Komáromi Lapok (1888), Szűz Mária Virágoskertje (1891), Turisták Lapja (1900; 1922), Alkotmány (1901), Magyar Szó (1901), Archaeológiai Értesítő, Archaeológiai Közlemények (sajtóhibával Rácz József néven!).
Saját neve alatt ritkán jelentek meg cikkei. Álnevei voltak: Zsömbörgei, Vértesaljai, Hoberda, Hoberdanacz, Kuly Mihály (Magyar Szó); Muki bácsi; Tiszti Flóris (Tata-Tóvárosi Híradó); Tűzoltó (Sopron); betűjegyei: -cz; ff; -x (valamennyi a Sopronban); O; r-cz (Tata-Tóvárosi Híradó).

## Művei
- Wer ist der rechte Mann? Pozsony, 1875.
- Leopold Imrédy. Pozsony, 1875.
- Curiose Geschichte. Pozsony, 1876. (az 1. és 2. Hoberdanácz, a 3. Hans Bohnchlingl [?] álnéven)